# Příseka
Příseka – miejscowość i gmina (obec) w Czechach, w Kraju Wysoczyna, w powiecie Havlíčkův Brod. W 2022 roku liczyła 436 mieszkańców.